# Sorghum bicolor

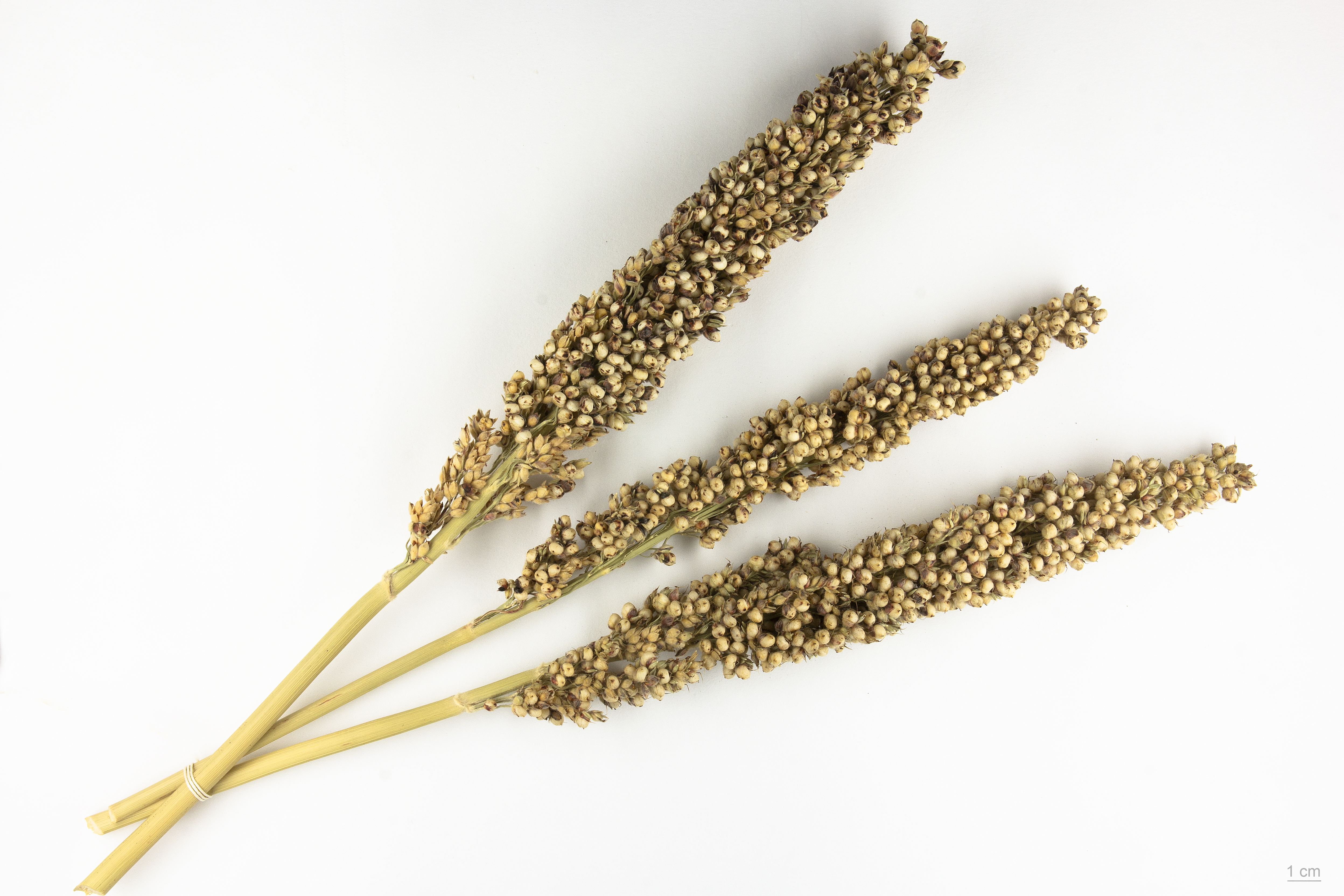
Sorghum bicolor Moderne - Museo di Tolosa

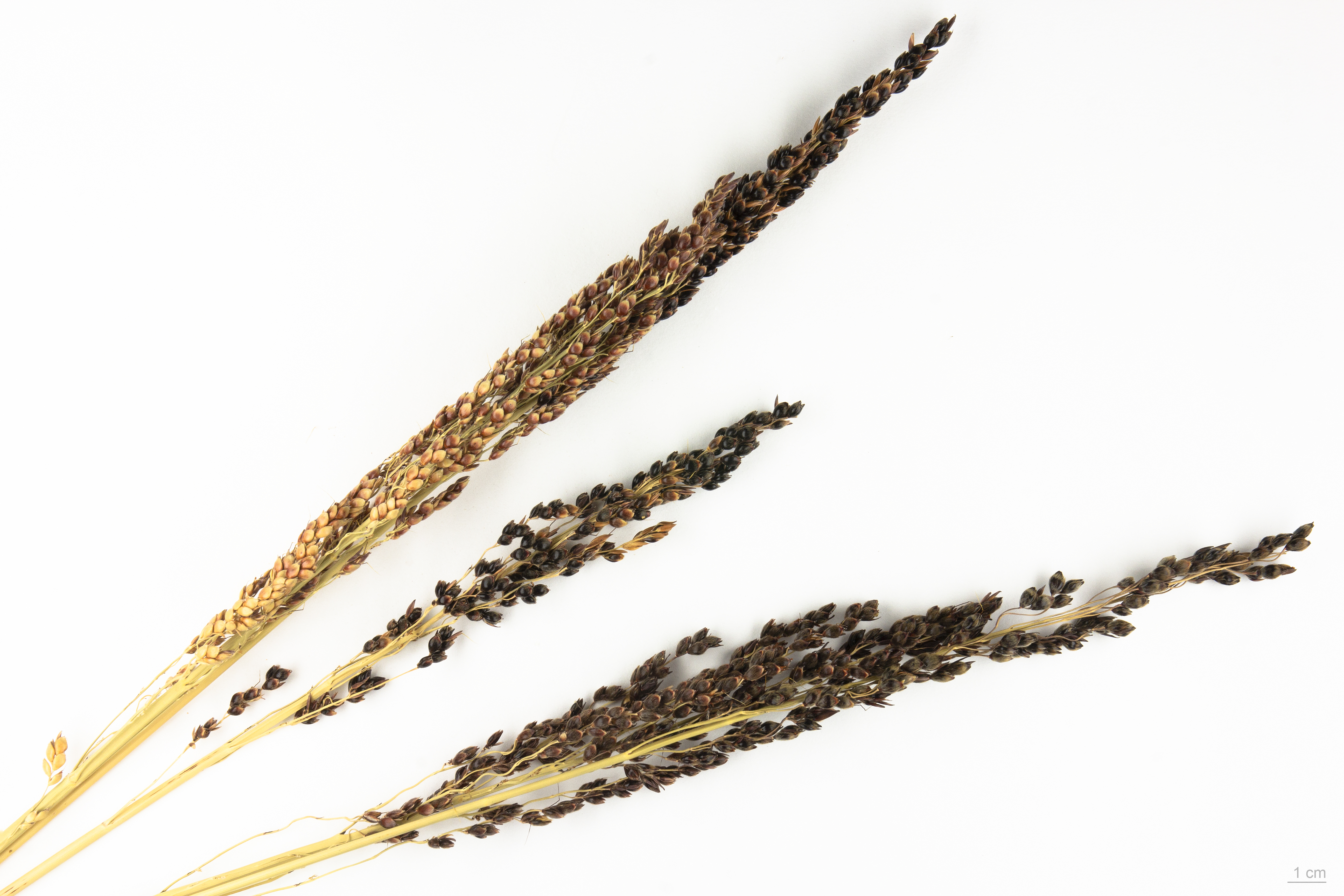
Sorghum bicolor noir - Museo di Tolosa

Il sorgo (Sorghum bicolor (L.) Moench, 1753), o anche saggina, è una pianta erbacea annuale appartenente alla famiglia delle graminacee (Poaceae).

## Etimologia
Il nome italiano di questo cereale deriva dal latino parlato Sŭrĭcum (granum) o grano di Siria, esso viene anche chiamato dùrra e mélica. Nelle varie lingue e paesi ha i seguenti nomi: sorgho o gros mil in francese, sorghum in inglese, sorghumhirse in tedesco, sorgo in spagnolo, mapira in portoghese, mapira (anche scritto mapila) in Mozambico e massambala in Angola, melca in catalano, melga in lombardo, milhoca in occitano, dawa in hausa, sormijo grande e maíz de Guinea in Africa Occidentale, kafir in Africa australe, durra in Etiopia e Sudan, mtama in Swahili, milho-zaburro in Brasile, iowar in India e gaoliang in Cina.

## Storia

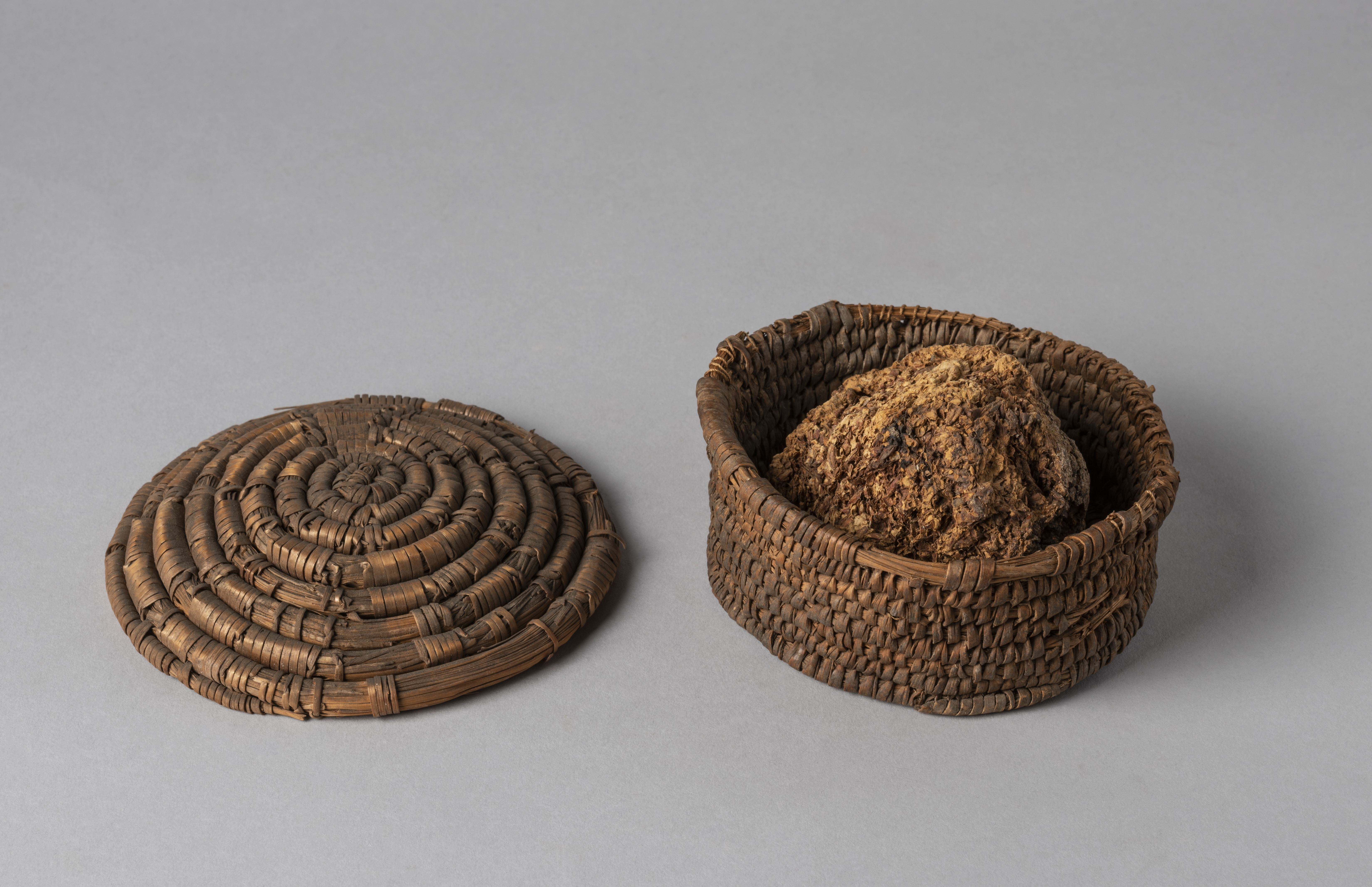
Pane di sorgo contenuto in cesto, Egitto predinastico, circa 3100 a.C. Museo Egizio, Torino.

Il sorgo è stata una delle prime piante ad essere coltivate. Probabilmente originario dell'Etiopia, si è diffuso prima in Asia e Europa e, più recentemente, in America ed Australia. Era già conosciuto in epoca greco-romana.

## Descrizione
Il sorgo è una pianta erbacea annuale. Il suo aspetto è simile a quello del mais. La pianta può raggiungere un'altezza compresa tra uno e tre metri ed oltre; ha un fusto cilindrico, con foglie piatte e lunghe, che porta infiorescenze costituite da panicoli terminali di dimensioni e forma molto differenziate. Esistono tipi con panicolo compatto, spargolo o reclinato. L'infiorescenza raggruppa spighette con uno o due fiori bisessuali.
La granella è una cariosside di circa 3-4 mm, sferica o oblunga, che può essere “vestita”, con glume strettamente aderenti al frutto o nuda, come in genere nel caso dei sorghi da granella. La granella è composta da tre parti principali: il pericarpo, l'albume (essenzialmente amido, che può essere di consistenza farinosa o vitrea) e l'embrione. Essa può apparire bianca, gialla, bruna, rossiccia, bruno-violacea. Il colore scuro, che si deve alla presenza di pigmenti nelle cellule del pericarpo o dello spermoderma sottostante, è associato alla presenza di tannini che inibiscono la digestione delle proteine del granello.

## Distribuzione ed habitat

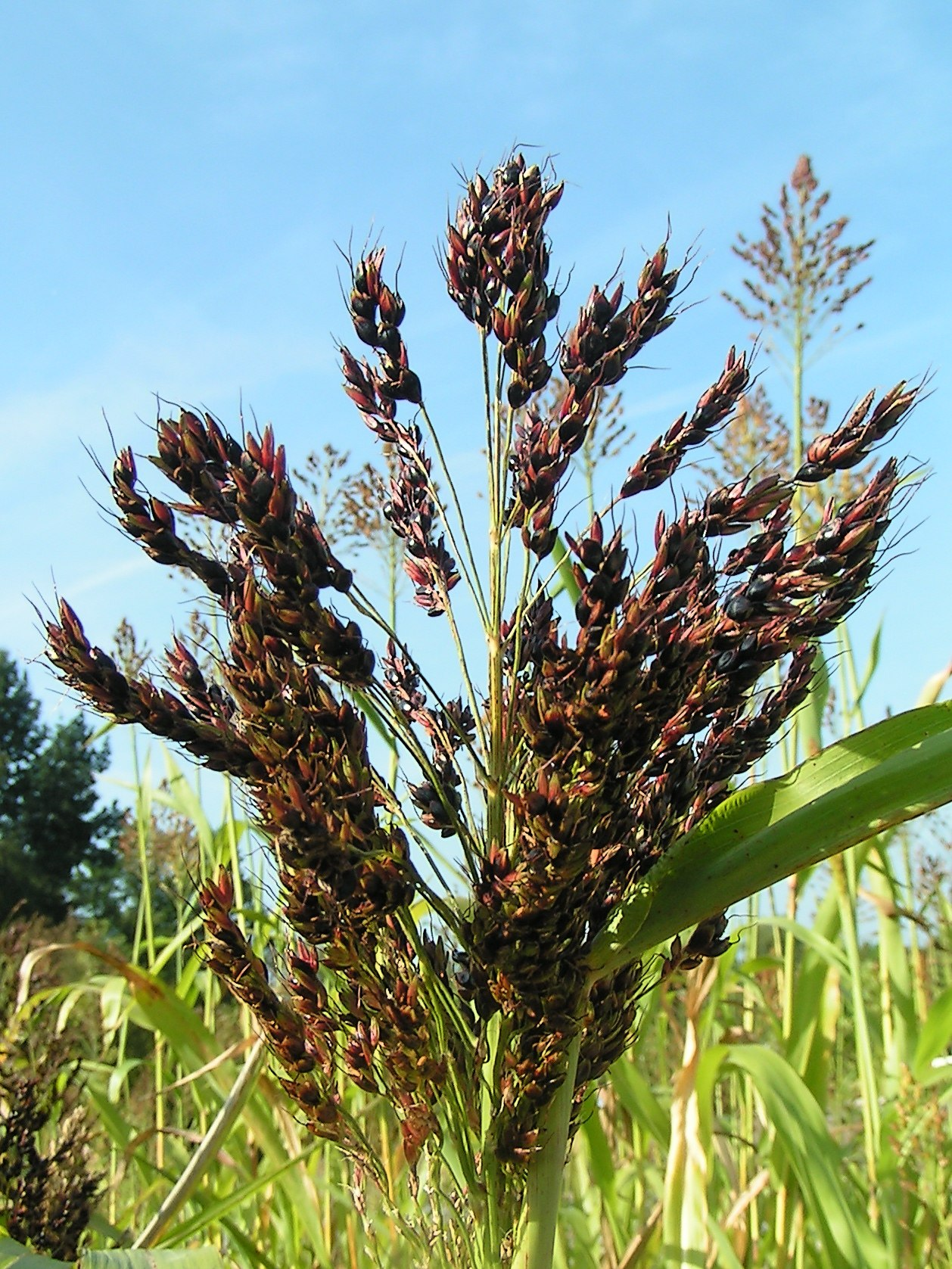
Sorgo bicolore

Il sorgo è coltivato in tutto il mondo. Spiccatamente macroterma, tra le più esigenti riguardo alla temperatura, è specie a ciclo foto-sintetico di tipo C4 ad elevata resa fotosintetica, richiede elevate intensità luminose durante tutte le fasi del ciclo vegetativo ed è tipicamente brevidiurna. Grazie al miglioramento genetico, come per il mais, sono state create cultivar adatte ai diversi climi, compresi quelli temperati. In Europa, la sua coltivazione rimane comunque limitata soprattutto ai paesi mediterranei.
Il sorgo non è particolarmente esigente in fatto di terreni, preferisce suoli sani, profondi, non troppo pesanti, ma si sviluppa bene anche in terreni alcalini e sopporta discretamente la salinità. Per germinare, il seme ha bisogno di una temperatura non inferiore a 12-13 °C e trova le temperature più adatte al suo sviluppo intorno ai 30-35 °C. Il sorgo è molto resistente alle alte temperature ed alla siccità, essendo capace di rimanere in stasi vegetativa per periodi relativamente lunghi e di riprendere la crescita al cessare delle condizioni di stress idrico. Deve questa sua resistenza al basso tasso di traspirazione (risultante da marcata cutinizzazione e pruinità delle foglie, stomi molto piccoli e poco numerosi) ed al suo fitto apparato radicale, che si sviluppa bene anche in profondità. Inoltre, il sorgo ha bisogno di una quantità di acqua più ridotta del mais per produrre la sostanza secca.

## Tassonomia
Le caratteristiche delle principali tipologie di sorgo sono strettamente correlate con la loro destinazione finale. Si distinguono vari gruppi di cultivar e ibridi:
- S. bicolor ssp. bicolor: comprende le cultivar e gli ibridi da granella, a taglia generalmente bassa (1,0-1,5 m), culmi robusti, panicolo molto sviluppato, granella nuda, contenuto variabile di tannino, accestimento limitato, difficilmente allettabili. La granella è destinata all'alimentazione umana nei paesi in via di sviluppo e all'alimentazione del bestiame nei paesi sviluppati;
- S. bicolor ssp. sudanense: sono i cosiddetti “sorghi gentili” o erbe sudanesi, caratterizzati da fusto sottile ed elastico, spiccata tendenza all'accestimento, rapidità di ricaccio e ciclo precoce, specialmente adatti per erbai polisfalcio;
- S. bicolor ssp. saccharatum: i sorghi zuccherini si caratterizzano per taglia elevata (2-5 m), foglie larghe, culmo grosso, e midollo dei culmi ricco di zuccheri facilmente fermentabili (15-20% e oltre, saccarosio, glucosio e fruttosio), dunque adatti all'insilamento per foraggio ed alla produzione di alcool (bioetanolo) e di biogas, hanno scarsa capacità di accestimento e di ricaccio e ciclo tendenzialmente tardivo;
- incroci e ibridi delle tipologie citate, con caratteristiche molto varie, sia dal punto di vista morfologico che agronomico;
- S. bicolor var. technicum: hanno un'infiorescenza ad ombrella con ramificazioni lunghissime ed elastiche che, privata della granella, è usata per la fabbricazione di scope e spazzole.

Coltura alimentare importante in Africa, America centrale e Asia meridionale, è il quinto cereale in ordine di importanza dopo il granoturco (o mais), il riso, il frumento (o grano) e l'orzo. India, Messico, Nigeria e Stati Uniti, questi ultimi primi nel settore, forniscono i due terzi circa della produzione mondiale, che assomma a 59 milioni di tonnellate prodotte su 42 milioni di ettari.
Tra le colture alimentari, è una delle più resistenti alla siccità ed al calore, caratteristica questa che la rende particolarmente interessante nelle regioni aride, nelle quali costituisce uno degli alimenti di base della popolazione.
Il sorgo rappresenta una valida alternativa al mais, nella produzione di granella e di foraggi, in quelle aree non irrigue e con scarse o erratiche precipitazioni estive in cui non è lecito attendersi buoni risultati da una coltura di mais. In ambienti particolarmente aridi, nel Sahel in Africa e in Asia (Cina, India) con precipitazioni annue inferiori ai 200-250 mm, è spesso sostituito dal miglio e dal panìco che riescono a maturare in 2-3 mesi, fornendo rese di 3-5 quintali per ettaro, con investimenti limitati e in terreni leggeri, spesso poco fertili o degradati.
Si distinguono due tipi di coltivazione:
- nelle agricolture di sussistenza dei paesi meno avanzati: su terreni marginali, asciutti, con tecniche colturali primitive e conseguenti basse rese (inferiori a 10 q.li per ettaro), le cariossidi sono utilizzate per la produzione di farina per l'alimentazione umana (il bestiame è generalmente alimentato al pascolo o con sottoprodotti) per la preparazione di pane, cuscus, zuppe e polenta e di bevande alcoliche;
- nelle agricolture progredite dei paesi industrializzati: in condizioni edafiche (cioè riferite al terreno) e climatiche non necessariamente marginali, con l'applicazione di pacchetti tecnologici adeguati, con irrigazione di soccorso eventuale, si attendono rendimenti che si possono avvicinare anche ai 100 quintali di granella per ettaro. La granella è utilizzata per la produzione di amido industriale, di alcool etilico e di mangimi. Il sorgo da foraggio è zuccherino ed è destinato alla alimentazione animale (fresco o conservato) in azienda, al sovescio ed alla produzione di biocarburante.

## Coltivazione
Il ciclo vegetativo del sorgo varia da 75 giorni (ultra-precoce) a 180 giorni ed oltre (ultra-tardivo). La scelta dell'ibrido va fatta soprattutto tenendo conto del regime pluviometrico e delle caratteristiche del terreno. Nelle regioni temperate, le cultivar o gli ibridi più comunemente coltivati hanno un ciclo da 100 a 120 giorni.
Il sorgo entra nell'avvicendamento come pianta da rinnovo (prima o dopo una sfruttante, ad esempio orzo o grano). La coltura intercalare non è molto diffusa in quanto il sorgo, pianta molto vorace, non lascia fertilità sufficiente alla coltura che segue. Non è infrequente, viceversa, la coltura ripetuta, anche per più anni.
Normalmente, si coltiva in seccagno contando su precipitazioni dell'ordine di 300-350 mm durante il ciclo vegetativo. I migliori rendimenti si ottengono da ibridi tardivi con 500-600 mm di pioggia ben distribuiti. Esistono poi ibridi e cultivar con spiccata capacità di ricaccio che consentono di duplicare o quasi le rese.
In coltura intensiva, la tecnica è simile a quella del mais; tutte le operazioni sono meccanizzate e si fa uso di sementi selezionate di ibridi e di agrochimici (fertilizzanti, erbicidi e antiparassitari), come per una qualunque coltura destinata al mercato. Nei climi temperati, il sorgo è seminato a partire dalla prima quindicina di maggio, essendo suscettibile ai ritorni di freddo. Il sorgo ha bisogno di un letto di semina ben preparato che assicuri un'emergenza omogenea. Si distribuiscono 12-25 kg/ha di seme, con investimenti che vanno da 20-30 piante/m² in ambienti asciutti a 30-40 piante/m² in zone in cui si può intervenire con l'irrigazione. La distanza di semina ottimale è intorno ai 40-50 cm tra le file (e oltre, per facilitare l'esecuzione dei lavori colturali) e ai 4-5 cm sulla fila. Il sorgo è capace di valorizzare egregiamente le concimazioni letamiche ed organiche in genere e i residui delle leguminose. La fertilizzazione minerale va calibrata con attenzione, in particolare in coltura asciutta; per un raccolto di 65-85 q/ha si devono anticipare circa 100-150 kg di azoto (2-3 q di urea) in copertura, 80-100 kg di anidride fosforica (P2O5) e 70-100 kg di ossido di potassio (K2O).
La raccolta si esegue con mietitrebbiatrice da frumento in settembre-ottobre nei climi temperati, ottenendo produzioni variabili da 40-60 q/ha di granella, nei terreni collinari e asciutti, fino a 80-100 q/ha e oltre nelle migliori condizioni. Steli e foglie rimangono verdi anche a maturazione della granella e possono dunque essere utilizzati come foraggio, opportunamente trinciati, per consumo fresco o insilamento. In alternativa, sono falciati, trinciati ed interrati. La granella si raccoglie al 16-20% di umidità, che va ridotta al 13% in essiccatoio, per la conservazione o la commercializzazione.
Nei paesi nei quali la produzione è destinata al consumo umano, la coltivazione si attua a diversi gradi di intensità: da parte dei piccoli coltivatori (che sono la maggioranza) principalmente per autoconsumo; e da agricoltori medi e grandi che producono per il mercato interno o regionale. Per i produttori del primo gruppo, l'impiego di fattori produttivi non riguarda che le sementi, conservate dal raccolto precedente, e la manodopera famigliare. I secondi sono invece imprenditori che impiegano pacchetti tecnologici analoghi a quelli descritti in precedenza per la produzione intensiva, basati sull'impiego di fattori produttivi acquisiti sul mercato. All'interno di queste due categorie esiste una casistica molto varia di coltivatori che adottano tecnologie e strategie differenti da paese a paese.
In coltura tradizionale, il sorgo può seguire un maggese con sovescio, l'arachide, altra leguminosa o il cotone, in coltura pura o più spesso in associazione col niébé (Vigna unguiculata) o con l'arachide. Non è quasi mai coltivato in irriguo, ma piuttosto in coltura asciutta, di bassofondo o di deflusso. Il terreno è preparato con la zappa, con l'aratro a trazione animale o, più di rado, meccanica. In genere, non si supera una profondità di lavorazione di 10-15 cm. Si semina a buchette in linea di 2 cm di profondità con 5-6 semi per buchetta, per ovviare a scarsa germinabilità e presenza di insetti terricoli e di solito non si pratica il diradamento; la semina, sempre scalare, viene talvolta ripetuta per ovviare al ritardo delle piogge. Le distanze tra le linee sono dell'ordine degli 80 cm e le distanze tra le buchette sulla linea variano da 40 a 70 cm. I coltivatori usano anche seminare miscugli di cultivar diverse per palliare gli inconvenienti legati alle fluttuazioni climatiche ed ai predatori. Le operazioni colturali non vanno oltre due o tre sarchiature per contenere l'invadenza delle infestanti. Le rese si agirano sui 6-8 q per ettaro in coltura tradizionale e possono superare i 10-15 q per ettaro in coltura commerciale migliorata, con apporti di fertilizzante azotato e controllo adeguato delle infestanti. I fusti e le foglie rappresentano un prezioso foraggio per gli animali della famiglia coltivatrice. Il grosso della raccolta ha luogo in stagione secca, i panicoli vengono tagliati e messi ad asciugare prima della sgranatura e conservazione. Le perdite post-raccolto (quantitative e qualitative), dovute principalmente a punteruoli, funghi e germinazione della granella, possono ridurre significativamente la produzione ottenuta, ad esempio fino a 25% del raccolto in Africa Orientale e Centrale, secondo ASARECA.
Il sorgo è pianta relativamente rustica e resistente alle avversità. Possono pregiudicare la sua coltivazione specialmente le basse temperature e le malerbe che entrano in competizione per luce, acqua e nutrienti, segnatamente per l'azoto. Se le pratiche colturali ed agronomiche adottate (rotazioni, preparazione del letto di semina, corretta densità ed epoca di semina, fertilizzazione razionale) non sono sufficienti a prevenire e contenere lo sviluppo delle infestanti, gli erbicidi (i più usati sono a base di Atrazina) possono dare risultati soddisfacenti, purché applicati tempestivamente in pre-emergenza o in post-emergenza.
Tra i parassiti vegetali ed animali che possono causare danni significativi alla coltura, specialmente in zone ad alta specializzazione sorghicola, si possono citare i marciumi delle piante e dello stelo, il carbone, la peronospora del sorgo, gli insetti terricoli, gli afidi, le piralidi, la cecidomia ed altri anch'essi comuni al mais. In talune regioni gli uccelli, per lo più passeracei (ad esempio il Quelea quelea in Africa), possono rappresentare un serio problema.
Il sorgo da foraggio – i sorghi gentili e zuccherini sono i più comunemente impiegati, ma si utilizzano anche le cultivar da granella – nei climi temperati si semina nella tarda primavera e si raccoglie anche in 2-3 tagli (ricaccia dopo ogni taglio con produttività decrescente) fino a fine estate. La fittezza di semina varia in funzione della capacità di accestimento, spesso elevata. Può beneficiare di una concimazione azotata in copertura (non esagerata per prevenire l'allettamento) e si raccoglie con la falcia-trincia-caricatrice. La raccolta va fatta a maturazione latteo-cerosa della cariosside, quando il valore foraggero della pianta è massimo. Alcune varietà contengono un glucoside, la durrina, tossico perché dà luogo alla formazione di acido cianidrico, pericoloso in particolare per i ruminanti. Il contenuto in durrina diminuisce con la crescita e soprattutto dopo la fioritura, l'affienagione e l'insilaggio escludono ogni pericolo di intossicazione. Le rese, molto variabili, vanno dai 400 ai 600 q per ettaro di foraggio verde (la sostanza secca si aggira intorno al 30%). Si coltiva anche in consociazione con leguminose foraggere tipo vigna (Dolichos lab lab) o altre specie rampicanti per migliorare la composizione proteica della foraggiata fresca.

## Produzione
| I maggiori produttori di sorghum nel 2018 | I maggiori produttori di sorghum nel 2018 |
| Paese                                     | Produzione (tonnellate)                   |
| ----------------------------------------- | ----------------------------------------- |
| Stati Uniti                               | 9 271 070                                 |
| Nigeria                                   | 6 862 343                                 |
| Sudan                                     | 4 953 000                                 |
| Etiopia                                   | 4 932 408                                 |
| India                                     | 4 800 000                                 |
| Messico                                   | 4 531 097                                 |
| Brasile                                   | 2 272 939                                 |
| Cina                                      | 2 192 032                                 |
| Niger                                     | 2 100 190                                 |
| Burkina Faso                              | 1 929 834                                 |
| Argentina                                 | 1 563 445                                 |
| Mali                                      | 1 469 688                                 |
| Camerun                                   | 1 416 116                                 |
| Australia                                 | 1 257 219                                 |
| Bolivia                                   | 1 023 314                                 |

### Genetica e servizi di appoggio alla produzione
I problemi da risolvere e le soluzioni da apportare per il miglioramento e l'aumento delle produzioni di sorgo sono descritti nel documento Sorghum and Millet, che ne offre una dettagliata trattazione ai vari livelli della filiera in Africa: oltre a quelli citati più oltre, ne sono menzionati altri relativi a tecnologia di produzione e trasformazione, mercato, ricerca e sperimentazione.
Con il miglioramento genetico si vuole conseguire una maggiore produzione attraverso l'aumento della produttività e della superficie coltivata. Nel primo caso si persegue la capacità di valorizzare la fertilizzazione (taglia bassa), una migliore resa industriale (granella grossa), la maturazione contemporanea (diminuzione delle perdite al raccolto), la resistenza alla predazione da parte degli uccelli, alle piante parassite del genere Striga, alle crittogame ed agli insetti nocivi. Importante è anche la qualità (contenuto proteico e basso tenore di tannino) della granella. Nel secondo caso si mira ad un aumento delle aree di coltivazione: in condizioni di estrema aridità si ricerca la riduzione della durata del ciclo, mentre in presenza di eccessiva umidità o addirittura di inondazioni può essere funzionale l'allungamento del ciclo. I migliori risultati si ottengono attraverso l'incrocio degli ibridi americani, dalle elevate capacità produttive, con cultivar locali, meno produttive, ma più rustiche.
Nel 2009 14 milioni di agricoltori in 25 paesi (tra i primi Stati Uniti, Brasile e Argentina) hanno coltivato oltre 134 milioni di ettari con organismi geneticamente modificati (OGM). La produzione riguarda soia, mais, cotone, colza, barbabietola da zucchero, zucca da olio, papaya, pomodoro, peperone, erba medica e pioppo. Colture alimentari come sorgo, miglio, fagiolo dell'occhio e manioca, largamente praticate nei paesi in via di sviluppo, se geneticamente modificate per essere più resistenti, ad esempio, alla siccità ed all'attacco di parassiti, potrebbero forse contribuire ad elevare i livelli di sicurezza alimentare nelle regioni più sfavorite del globo ed a diversificare significativamente le fonti di approvvigionamento energetico.

### Produzione del sorgo da granella e da foraggio nel mondo

#### Sorgo da granella
Nel triennio 2008-2012, di una produzione cerealicola annua media mondiale di 2 500 milioni di tonnellate, il sorgo non ha rappresentato che 59 milioni di tonnellate (2,4%), molto indietro rispetto a mais, riso, grano e orzo, ma davanti al miglio, alla segale e all'avena. Mentre dal 1980 al 2010 la produzione cerealicola mondiale è aumentata del 59%, la quota del sorgo all'interno del comparto è diminuita del 39%.
Nella Tabella 1 sono presentate le medie di superfici coltivate, i rendimenti unitari e il volume della produzione di sorgo da granella per il triennio 2008-2010 nelle diverse regioni del mondo e quelle dei dieci maggiori produttori. Questi dati mostrano come la produzione sfiori i 23 milioni di tonnellate sia in America che in Africa e superi i dieci milioni in Asia, con l'Oceania in terza posizione con meno di tre milioni e ultima l'Europa, che non eccede il milione di tonnellate.
La produzione complessiva dei primi dieci paesi produttori, 45,7 milioni di tonnellate, rappresenta i tre quarti della produzione mondiale (60 milioni di tonnellate ottenuti da 42 milioni di ettari). Le rese unitarie variano vistosamente da meno di una tonnellata in India ed in Burkina Faso ad oltre 4 tonnellate per ettaro in Argentina e Stati Uniti d'America.
Per alcuni di questi paesi si è registrata, nel decennio trascorso, una diminuzione della produzione dovuta alla contrazione delle superfici coltivate coniugata con rendimenti in calo (Stati Uniti, India, Nigeria e Argentina). Un secondo gruppo di paesi (Brasile, Etiopia, Australia e Burkina Faso) ha aumentato notevolmente la produzione grazie all'espansione delle superfici ed all'incremento delle rese. In Africa, si registra un aumento della produzione dovuto soprattutto all'espansione delle superfici, in Europa si verifica un analogo fenomeno, seppur su scala ridotta. In Australia, l'incremento dei volumi risulta da una equilibrata combinazione della intensificazione e della espansione della coltivazione. La contrazione delle superfici, non compensata da sufficienti aumenti di produttività, è alla base della riduzione dei volumi della produzione nelle Americhe ed in Asia.
| Paesi e Continenti/Anni  | Superfici           | Rendimenti | Produzione              |               |
| ------------------------ | ------------------- | ---------- | ----------------------- | ------------- |
|                          | (Milioni di ettari) | (t/ha)     | (Milioni di tonnellate) | (Percentuali) |
| Africa                   | 25,734              | 0,89       | 22,982                  | 38,6          |
| Americhe                 | 6,277               | 3,64       | 22,858                  | 38,4          |
| Asia                     | 9,313               | 1,10       | 10,247                  | 17,2          |
| Europa                   | 0,195               | 3,78       | 0,738                   | 1,2           |
| Oceania                  | 0,743               | 3,63       | 2,697                   | 4,5           |
| Totale Mondo             | 42,262              | 1,41       | 59,522                  | 100,0         |
| I maggiori 10 produttori |                     |            |                         |               |
| Stati Uniti d'America    | 2,375               | 4,28       | 10,169                  | 22,3          |
| India                    | 7,695               | 0,95       | 7,292                   | 16,0          |
| Messico                  | 1,766               | 3,71       | 6,553                   | 14,3          |
| Nigeria                  | 5,697               | 1,13       | 6,458                   | 14,1          |
| Sudan                    | 6,295               | 0,57       | 3,564                   | 7,8           |
| Etiopia                  | 1,589               | 1,70       | 2,697                   | 5,9           |
| Australia                | 0,742               | 3,63       | 2,693                   | 5,9           |
| Argentina                | 0,583               | 4,60       | 2,679                   | 5,9           |
| Brasile                  | 0,762               | 2,36       | 1,797                   | 3,9           |
| Burkina Faso             | 1,846               | 0,97       | 1,79                    | 3,9           |
| Totale                   | 29,348              | 1,56       | 45,697                  | 100,0         |
| Altri                    | 12,914              | 1,07       | 13,826                  |               |
| Totale Mondo             | 42,262              | 1,41       | 59,522                  |               |

Fonte: Dati di FAOSTAT Data base della FAO, accesso del 20 dicembre 2012 (http://faostat.fao.org/DesktopDefault.aspx?PageID=567&lang=fr#ancor Archiviato il 17 gennaio 2011 in Internet Archive.)
Di una superficie totale di 42 milioni di ettari coltivata a sorgo, il 70% si trova nei paesi in via di sviluppo. In Africa, il sorgo è coltivato soprattutto nella fascia saheliano-sudanese compresa tra il deserto del Sahara e la foresta equatoriale, dall'Atlantico all'Oceano Indiano. Nell'Africa sub-sahariana, esso è il secondo cereale più importante dopo il mais. In America centrale e meridionale, il sorgo è prodotto nelle zone più asciutte del Messico, di el Salvador, del Guatemala e del Nicaragua, nelle pianure più secche dell'interno dell'Argentina, del nord della Colombia, del Venezuela, del Nord – Est del Brasile e dell'Uruguay. Nell'America del Nord, il sorgo si coltiva in alcune zone delle pianure del centro e del sud degli Stati Uniti, nella Sorghum Belt compresa tra i 30° e i 40° di latitudine nord. In Asia, è coltivato in India, in Cina, nello Yemen, in Pakistan e in Thailandia. In Europa, la sua produzione è limitata ad alcune regioni della Francia, dell'Italia, della Spagna, dell'Ucraina e della Russia. In Australia, il solo produttore importante dell'Oceania, la quasi totalità della produzione si concentra nel Queensland e nel nord del New South Wales.

#### Sorgo da foraggio
La coltivazione del sorgo foraggero è praticata in un numero ristretto di paesi. Come risulta dai dati relativi al 2010 presentati nella Tabella 2, su una superficie totale di poco più di un milione di ettari si sono prodotti 23 milioni di tonnellate, con rendimenti unitari generalmente superiori alle 20 tonnellate per ettaro. Oltre due terzi della produzione sono stati ottenuti in Argentina, Messico e Stati Uniti d'America, che detengono anche primati nella produzione di sorgo da granella.
| Paesi                 | Superfici            | Rendimenti | Produzione              |
| --------------------- | -------------------- | ---------- | ----------------------- |
|                       | (Migliaia di ettari) | (t/ha)     | (Milioni di tonnellate) |
| Argentina             | 620,0                | 18,4       | 11,4                    |
| Messico               | 210,6                | 21,9       | 4,6                     |
| Stati Uniti d'America | 108,5                | 28,2       | 3,1                     |
| Yemen                 | 130,7                | 13,4       | 1,7                     |
| Giappone              | 17,9                 | 55,9       | 1,0                     |
| Portogallo            | 18,5                 | 22,2       | 0,4                     |
| Francia               | 10,5                 | 35,2       | 0,4                     |
| Italia                | 7,6                  | 45,7       | 0,3                     |
| Altri                 | 10.7                 | 12,1       | 0,1                     |
| Totale Mondo          | 1 135,0              | 20,4       | 23,0                    |

Fonte: Dati di FAOSTAT Data base della FAO, accesso del 20 dicembre 2012 (http://faostat.fao.org/DesktopDefault.aspx?PageID=567&lang=fr#ancor Archiviato il 17 gennaio 2011 in Internet Archive.)

### Il sorgo in Italia

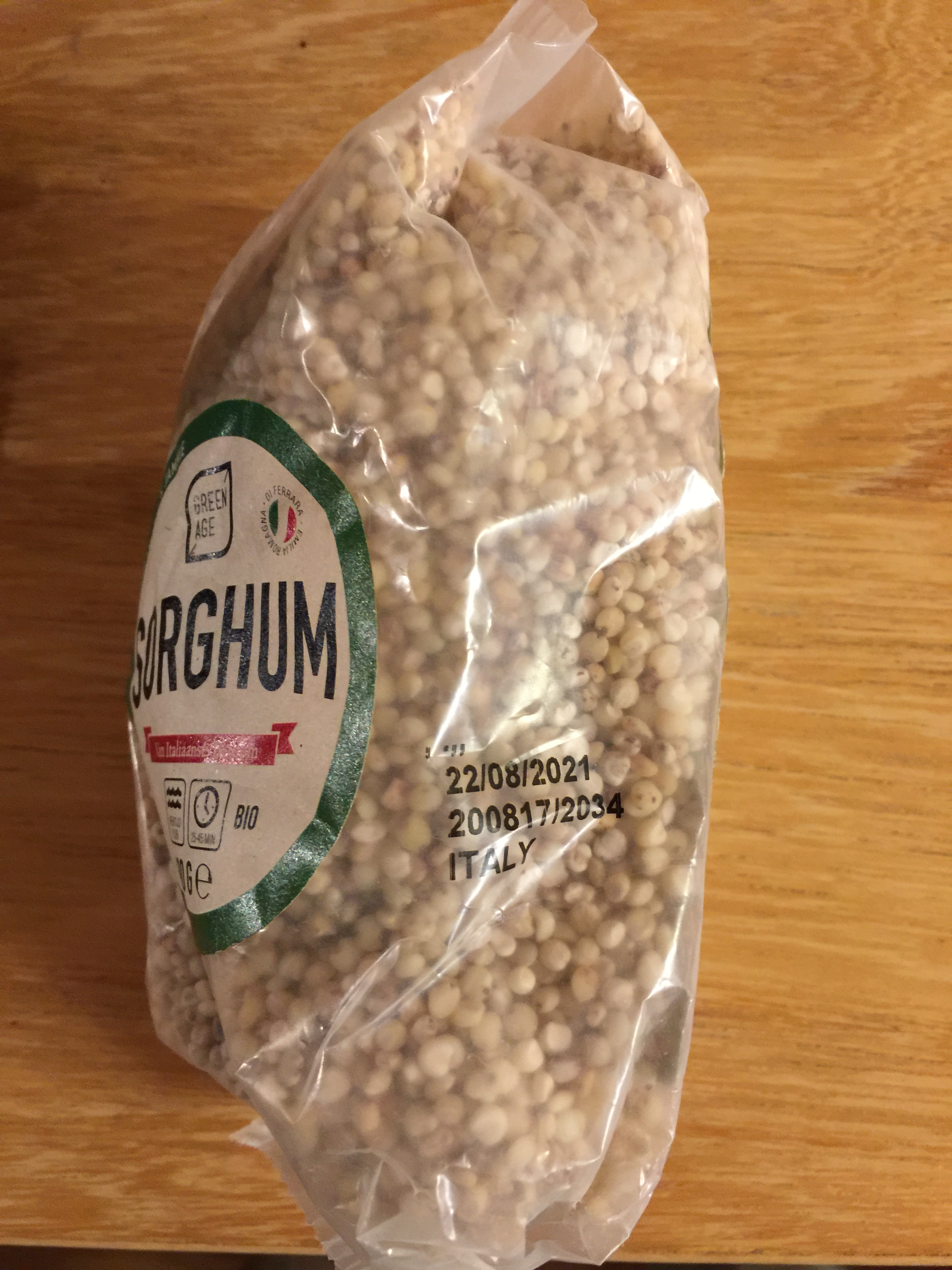
Sorgo d'Italia

La superficie investita a sorgo da granella in Italia nel 2011 ha superato i 42 000 ettari, localizzati quasi totalmente nel Centro-nord. Il 78% della superficie coltivata a sorgo è in Emilia-Romagna, il 16% in Italia centrale, principalmente nelle Marche. I rendimenti variano dai 13 quintali per ettaro del Molise agli 83 quintali in Emilia-Romagna. La produzione nazionale è di 3 milioni di quintali. La superficie coltivata è aumentata del 25% negli ultimi dieci anni. Nel 2010, il sorgo foraggero occupa 7 600 ettari con una produzione di 300 000 tonnellate (dati FAO).
Per far fronte al crescente fabbisogno di bioetanolo, soddisfatto principalmente con le importazioni, si stanno da tempo conducendo su tutto il territorio nazionale sperimentazioni relative a differenti modelli produttivi, industriali ed organizzativi. Per quanto riguarda il sorgo, il potenziale maggiore esisterebbe nel Nord Italia, dove le precipitazioni nel periodo di sviluppo vegetativo sarebbero sufficienti a garantire buone rese produttive, mentre nelle regioni a clima mediterraneo sarebbe necessario il sostegno dell'irrigazione. Le stesse considerazioni sono valide per la coltivazione di sorgo da biomassa per la produzione di biogas.

## Commercio internazionale
La Tabella 3 riporta i dati relativi agli scambi commerciali di sorgo registrati dal Foreign Agricultural Service dell’United States Department of Agriculture. Si può osservare come il volume complessivo delle transazioni non sia particolarmente importante, intorno al 10-12% della produzione mondiale. Tra i paesi esportatori, Argentina, Stati Uniti ed Australia detengono il 94% circa del mercato. I principali paesi importatori sono Giappone (28,5% del sorgo commercializzato), Messico (25,0%), Colombia (13,5%) e Cile (11,5%). L'Africa praticamente non partecipa agli scambi internazionali.
| Paesi / Anni          | 2008/09 | 2009/10 | 2010/11 | 2011/12 | 2011/12 |
| Esportatori           |         |         |         |         |         |
| Argentina             | 907     | 1 507   | 1 893   | 2 163   | 41,6%   |
| Stati Uniti d'America | 3 598   | 4 074   | 3 827   | 1 548   | 29,8%   |
| Australia             | 1 360   | 350     | 575     | 1 200   | 23,1%   |
| Altri                 | 231     | 381     | 329     | 291     | 5,6%    |
| Totale Mondo          | 6 096   | 6.312   | 6.624   | 5.202   | 100,0%  |
| Importatori           |         |         |         |         |         |
| Giappone              | 1 629   | 1 649   | 1 418   | 1 481   | 28,5%   |
| Messico               | 2 496   | 2 527   | 2 381   | 1 300   | 25,0%   |
| Altri                 | 999     | 949     | 583     | 796     | 15,3%   |
| Colombia              | 202     | 212     | 391     | 700     | 13,5%   |
| Cile                  | 404     | 568     | 729     | 600     | 11,5%   |
| Sudan                 | 300     | 400     | 200     | 200     | 3,8%    |
| EU-27                 | 66      | 7       | 922     | 125     | 2,4%    |
| Totale Mondo          | 6 096   | 6 312   | 6 624   | 5 202   | 100,0%  |

Fonte: United States Department of Agriculture/Foreign Agricultural Service - Grain: World Markets and Trade, November 2012. https://web.archive.org/web/20121228152159/http://www.fas.usda.gov/data.asp

## Destinazione e consumo

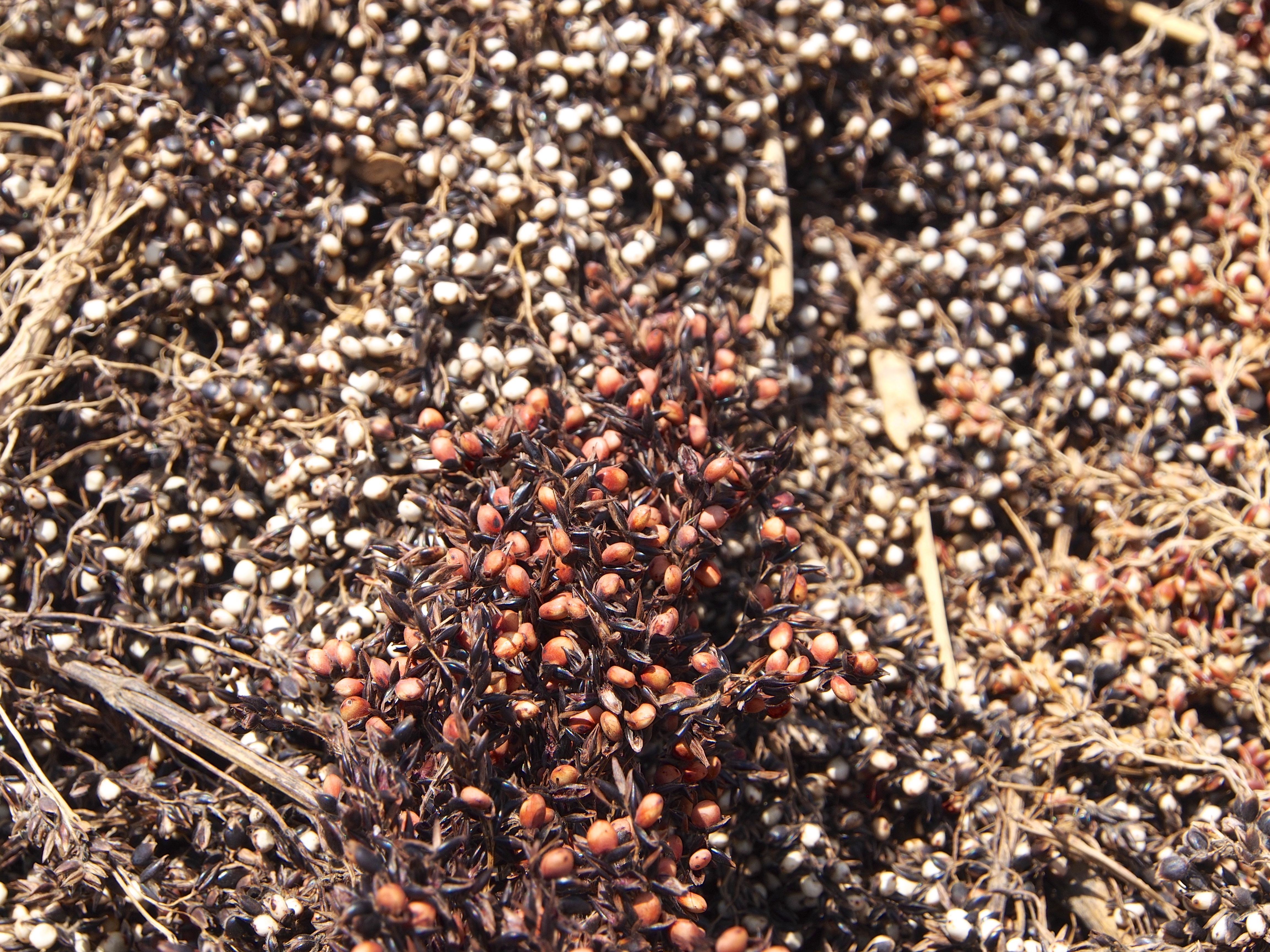
Sorgo bianco e rosso

In molti paesi dell'Africa e dell'Asia il sorgo è una coltura alimentare. In America del Nord, Centrale e del Sud, in Australia ed Europa il sorgo da granella è destinato soprattutto all'industria mangimistica, ma è usato anche per la produzione di etanolo.
In tutto il mondo sono in atto progetti per lo sviluppo delle tecnologie e la diffusione della coltivazione del sorgo per fini energetici. La produzione di sorgo zuccherino alimenta anche un crescente numero di impianti per la produzione di etanolo in Brasile, nelle Filippine, in India e negli Stati Uniti.

### Consumo umano
Circa la metà della produzione mondiale è destinata al consumo umano. Il consumo di sorgo per abitante è più stabile e più elevato in ambiente rurale che nei centri urbani. Inoltre, esso tende ad essere maggiore nelle regioni caratterizzate da povertà e insicurezza alimentare più marcate. Il consumo pro-capite è maggiore in Africa (per esempio intorno ai 90-100 kg all'anno in Burkina Faso ed in Sudan). In Asia, il sorgo è ancora una coltura importante per la sicurezza alimentare in alcune regioni, dove si registrano consumi annui anche superiori ai 70 kg.
Come negli altri cereali, la granella del sorgo è costituita essenzialmente di amido (intorno al 70%). Il tenore in proteine (10,4% di parte commestibile) è comparabile a quello del mais (9,2%) e del frumento (10,6%). Il contenuto in grassi grezzi del sorgo è del 3%, superiore a quello del grano, ma inferiore a quello del mais; 100 grammi di sorgo forniscono 329 kilocalorie contro le 358 del mais e le 348 del grano.
Il sorgo è ricco di vitamine del complesso B. Certe cultivar a endosperma giallo contengono beta-carotene suscettibile ad essere trasformato in vitamina A dall'organismo umano. Esso è inoltre ricco in antiossidanti, che si reputa contribuiscono a ridurre i rischi di cancro, diabete, disturbi cardiaci. Il sorgo, inoltre, non contiene elementi biotecnologici che ne facciano un organismo transgenico o geneticamente modificato.
Certi sorghi hanno le cariossidi di colore scuro. Questa colorazione è associata alla forte presenza di tannini negli strati più superficiali del grano che inibiscono la digestione delle proteine del granello. Questi strati si eliminano con la decorticazione, operazione che può ridurre la resa fino al 65 - 75%.
I granelli di sorgo immaturi possono essere consumati arrostiti interi, quelli maturi si possono preparare come pop-corn. In generale, il sorgo è consumato sotto forma di granella intera decorticata o di farina. La farina si ottiene da granella decorticata e si usa pura o mescolata alla farina di altri cereali. Si possono distinguere i seguenti gruppi di alimenti tradizionali a base di sorgo:
- pane, in genere non lievitato, fatto con una pasta che può essere fermentata, consumato in Asia ed in alcune regioni dell'Africa e gallette e tortillas in America Centrale;
- polenta, semolini e pappe, fluidi o densi, anche fermentati, consumati soprattutto in Africa;
- prodotti bolliti come il riso o stufati come il couscous;
- alimenti fritti nell'olio;
- bevande alcoliche (birra in Africa e Baijiu in Cina) e non (melasse e sciroppo negli Stati Uniti);
- cibi privi di glutine come pane, pizza, pasta, dolci per i quali un piccolo, ma dinamico mercato si va sviluppando negli USA[39].

Infine, esistono alcune cultivar di sorgo zuccherino, i cui culmi hanno un tenore zuccherino che arriva fino al 18%, destinate al consumo come prodotto da masticare in Africa, similmente alla canna da zucchero.

### Alimentazione animale
Circa il 48% della produzione mondiale di sorgo da granella è destinato all'alimentazione animale. I fattori suscettibili di influire sul suo sviluppo e consumo sono l'aumento dei redditi, che stimola la domanda di prodotti zootecnici e la competitività del prezzo del sorgo rispetto a quello degli altri cereali, del mais in particolare.
Nelle regioni soggette ai danni della siccità, il sorgo è coltivato sia per la granella, utilizzata per alimentazione umana, che per la paglia da impiegare come foraggio. Nei paesi meno sviluppati, la paglia può rappresentare fino al 50% del valore complessivo della coltura, soprattutto negli anni di siccità.
Con un valore energetico paragonabile a quello di un mais di qualità media (da 0,83 a 0,85 UFL/kg di sostanza secca), il sorgo può validamente sostituire il mais nella fabbricazione di mangimi. Il suo sviluppo dunque dipende soprattutto: a) dall'evoluzione del consumo pro-capite di proteine animali (in particolare carne di pollo e bovina e latte), a patto che i suoi costi di produzione contribuiscano a mantenerne la competitività. Quest'ultimo aspetto va messo in relazione in particolare con lo sviluppo di nuovi ibridi performanti, adatti a coprire aree di coltivazione più estese e con la diffusione di pratiche colturali migliorate.
Il sorgo foraggero è prodotto soprattutto in Argentina, Messico, Stati Uniti d'America ed Europa ed è destinato al consumo aziendale. Si usa come fieno, foraggio verde o insilato.

### Produzione di energia
La produzione di energia dalle biomasse si può ottenere sotto forma di:
- bioetanolo, da piante zuccherino-amidacee, per fermentazione aerobica;
- biogas, da piante zuccherino-cellulosiche, per fermentazione anaerobica;
- biocombustibili, da piante ligno-cellulosiche, per combustione, pirolisi e gassificazione;
- biodiesel, da oleaginose, per transesterificazione.

Il sorgo, che è compreso nelle prime tre categorie, presenta i seguenti punti deboli: bassa qualità della biomassa, alto contenuto in ceneri (5-6%) e in silice (>30% nella sostanza secca) e alta umidità alla raccolta, limitato numero di cultivar di sorgo fibra disponibili per condizioni ambientali differenziate. Per contro, i punti di forza sono: ciclo annuale, di facile inserimento negli avvicendamenti, completa meccanizzazione e semplicità delle operazioni colturali e buona produttività (25-28% di sostanza secca). Si consideri, a proposito della produttività del sorgo zuccherino, che essa è molto simile a quella della canna da zucchero data la sua capacità di fornire fino a 5,5 tonnellate di zucchero per ettaro in 100-150 giorni.
Nella produzione di bioetanolo, gli USA detengono la prima posizione con 53 miliardi di litri nel 2011, seguiti dal Brasile con 21,1 miliardi di litri e dall'Unione europea con 4,4 miliardi di litri. Nei paesi dell'America Meridionale (Brasile, Colombia, Perù) il bioetanolo si produce a partire dalla canna da zucchero. Negli Stati Uniti e in Europa esso viene prodotto prevalentemente dalla granella dei cereali (soprattutto mais e grano, ma anche da barbabietola da zucchero e sottoprodotti agro-industriali), circa un terzo del sorgo prodotto negli USA sarebbe già oggi usato per la produzione di biocarburante.
L'etanolo prodotto dal sorgo zuccherino avrebbe notevoli potenzialità in questo campo per la elevata sostenibilità ambientale, economica ed energetica, la semplicità tecnica del processo produttivo ed un bilancio energetico particolarmente favorevole. D'altro canto, va considerato che la sostituzione della benzina con l'etanolo può provocare incrementi drammatici del prezzo dei cereali, sorgo incluso, con effetti più marcati sulle fasce più povere della popolazione.

### Altri usi
La granella fornisce amido, che serve anche a preparare colle, adesivi e destrosio, olio e materia prima per la preparazione dei mangimi. Dal midollo dei sorghi zuccherini si ricava zucchero e melassa. Le fibre dello stocco servono anche per confezionare pannelli utilizzati nelle costruzioni. Le glume, la guaina fogliare e altre parti della pianta di certe cultivar contengono pigmenti usati come coloranti nelle industrie alimentare e tessile.
Le infiorescenze ad ombrella, private della granella, sono utilizzate per la produzione artigianale delle tradizionali scope di saggina e ramazze (vedi Scopa), le più diffuse prima dell'utilizzo di materie plastiche.

## Occupazione e divisione dei ruoli all'interno della famiglia coltivatrice
In coltura meccanizzata asciutta, comprendendo la conservazione e l'essiccazione di una produzione di 60-70 q di granella o 400-500 q di trinciato per ettaro, sono necessarie 10-15 giornate di lavoro manuale, che possono raddoppiare o anche triplicare in irriguo. In coltura manuale, occorrono 100-110 giornate per coltivare e conservare il prodotto di un ettaro di sorgo. Questo non include il gravoso lavoro al mortaio, che spetta tradizionalmente alla donna, necessario per la trasformazione della granella in farina.
La donna partecipa alle attività produttive con differenze determinate dalle tradizioni culturali e religiose e dai processi economici che modificano tali tradizioni. Nell'Africa sub-sahariana, i ruoli delle donne e degli uomini nella produzione agricola e nelle attività post-raccolto sono ben definiti. L'uomo si incarica della preparazione del terreno per la semina, mentre la donna ha maggiori responsabilità per la semina (o il trapianto), la sarchiatura, la raccolta, la lavorazione e la conservazione del raccolto.
In genere, le colture commerciali sono di pertinenza dell'uomo, mentre la donna si occupa delle colture alimentari, seppur con qualche eccezione. Più spesso, la donna si dedica alla trasformazione dei prodotti alimentari: è il caso frequente della distillazione e della vendita della birra da cereali locali (ad esempio sorgo e miglio), attività molto redditizia alla quale la donna, in Africa, dedica molto tempo e molti sforzi.

## Accaparramento delle terre (Land grabbing)
Negli ultimi dieci anni, 83,2 milioni di ettari sono stati ceduti ad investitori internazionali nei paesi in via di sviluppo, soprattutto in Africa, regione nella quale è particolarmente attiva la Cina.
Questi terreni, destinati in gran parte alla produzione di cibo per l'esportazione o per la produzione di biocarburanti (per questi: manioca, canna da zucchero, olio di palma, jatropha), sono spesso sottratti alla produzione di alimenti per il consumo locale. La sicurezza alimentare di milioni di persone è dunque a rischio.
Per ora, meno di 300.000 ettari risultano acquisiti per la coltivazione di sorgo. Per la sua attitudine alla produzione di etanolo, il sorgo è però suscettibile di svolgere in futuro un ruolo di primo piano in questo processo.

## Politiche e programmi
La produzione mondiale di carburante etanolo è quintuplicata dal 2000 al 2011 passando da 17 a 86 miliardi di litri, in linea con le stime dell’OECD-FAO Agricultural Outlook 2008-2017 che prevedeva che la produzione di etanolo raddoppiasse nel decennio il 2007-2017, raggiungendo 125 miliardi di litri.
Negli Stati Uniti d'America, il Biomass Crop Assistance Program (BCAP) contenuto nel Food, Conservation, and Energy Act del 2008, incoraggia i produttori agricoli nella sperimentazione di colture non alimentari, a contenuta emissione di anidride carbonica, quale il sorgo da biomassa. In questo quadro, i Dipartimenti per l'Energia e l'Agricoltura degli Stati Uniti, così come molti governi statali, sostengono finanziariamente attività commerciali e dimostrative di colture energetiche. Il sorgo da biomassa avrà un ruolo importante, considerato l'interesse che gli Stati Uniti mostrano per le fonti alternative di energia da biomassa per soddisfare i fabbisogni nazionali di energia elettrica e per il trasporto.
L'Unione europea, che ha stabilito una quota target di energia rinnovabile del 20% al 2020, ha lanciato il Programma IEE - Intelligent Energy Europe nell'ambito del quale sono realizzati progetti per la produzione di bioetanolo a partire dal sorgo. A titolo di esempio: il progetto Sweethanol, che si propone la diffusione di un modello europeo sostenibile per la produzione di bioetanolo di prima generazione dal sorgo zuccherino in impianti decentralizzati.